# Ящерово
Ящерово — деревня в Валдайском районе Новгородской области России. Входит в состав Рощинского сельского поселения.

## География
Деревня находится в юго-восточной части Новгородской области, в зоне хвойно-широколиственных лесов, на северном берегу Валдайского озера, к югу от автотрассы М10, на расстоянии примерно 2 км (по прямой) к северу от города Валдай, административного центра района. Абсолютная высота — 227 м над уровнем моря.

### Часовой пояс
Деревня Ящерово, как и вся Новгородская область, находится в часовой зоне МСК (московское время). Смещение применяемого времени относительно UTC составляет +3:00.

## Население
| 2010 |
| ---- |
| 17   |

### Половой состав
По данным Всероссийской переписи населения 2010 года, в гендерной структуре населения мужчины составляли 70,6 %, женщины — соответственно 29,4 %.

### Национальный состав
Согласно результатам переписи 2002 года, в национальной структуре населения русские составляли 100 % из 26 чел.